# 2С43 Малва
2С43 "Малва" (Рус: 2С43 Мальва, Малва се односи на цвет) је руска самоходна хаубица 152мм на камионској шасији 8х8.

## Развој и употреба
Малву 2С43 развио је централни истраживачки институт Буревестник са седиштем у Нижњем Новгороду.  Развој система је урађен у контексту програма Набросок, који би требало да развије потпуно нову палету артиљеријских система за руске оружане снаге. 
Главна иновација пројекта је употреба камионске шасије са осам точкова. Ово повећава покретљивост и смањује масу, а све то уз непромењене борбене капацитете.  Шасије на точковима су такође јефтиније за експлоатацију и производњу. Производи га Уралтрансмаш, филијала Уралвагонзавода. Шасију БАЗ-6610-02 производи Брјански аутомобилски комбинат . 
2021. технички и тактички захтеви су комплетирани, у ишчекивању будућих тестова. Ови тестови су почели 2021. и завршени су 17. маја 2023. 
Дана 26. октобра 2023. године саопштано је да је прва серија самоходних хаубица Малва испоручена руској војсци. 
2. јуна 2024. појавио се снимак из ваздуха који приказује распоређивање 2С43 на ватреном положају у Харковској области у Украјини. Убрзо су се појавили и видео снимци њеног дејства.

## Опис
2С43 "Малва" поседује топ 2А64 152мм, са складиштем муниције од 30 граната. Има ефективни домет од 24,5км, елевација топо од +70°, депресија од -3° и азимут од {\displaystyle \pm } 30°. Други извештаји кажу да би 2С43 могао бити опремљен топом 2А88 који користи 2С35 Коалиција-СВ . Оклоп кабине пружа заштиту од малокалибарског оружја и гелера. Са оперативном масом од 32 тоне, 2С43 је много покретљивији од других самоходних хаубица, попут 2С19 Мста од 42 тоне или друге гусеничарске самоходне артиљерије.